# Enyo boisduvali
Enyo boisduvali (Oberthür, 1904) è un lepidottero appartenente alla famiglia Sphingidae, endemico di Cuba.

## Descrizione

### Adulto
È la specie più simile a E. lugubris lugubris, ma è possibile distinguerla da quest'ultima per la presenza delle linee postmediane sulla pagina inferiore di entrambe le paia di ali, che sono ben sviluppate e fortemente dentellate. Inoltre, a differenza di quanto si osserva in E. lugubris lugubris, il centro del torace è di un grigio più pallido rispetto alle tegulae, e rivela una macchia mediana molto scura a forma di Y rovesciata. Sull'addome è presente un'ampia linea dorsale grigio-pallida.

La pagina superiore dell'ala anteriore mostra un'area postmediana piuttosto scura, con campiture color arancio, che contrasta alquanto con la lunula grigio-pallida del margine esterno, a livello dell'apice. Al contrario, sulla pagina inferiore, si notano tre nette linee trasversali postmediane, come sull'ala posteriore; di queste, le due più distali sono decisamente dentellate; infine a livello subapicale è presente una macchia poco differenziata, simile a quanto si osserva in E. latipennis.

### Larva
Dati non disponibili.

### Pupa
Le crisalidi si rinvengono entro bozzoli posti a scarsa profondità nel sottobosco.

## Biologia
Durante l'accoppiamento, le femmine richiamano i maschi grazie ad un feromone rilasciato da una ghiandola, posta all'estremità addominale.

### Periodo di volo
La specie è multivoltina, probabilmente trivoltina.

### Alimentazione
Gli adulti suggono il nettare di fiori di varie specie.
I bruchi si alimentano su foglie di membri della famiglia Rubiaceae.

## Distribuzione e habitat
La specie rappresenta un endemismo in quanto l'areale è limitato esclusivamente all'isola di Cuba (locus typicus).
L'habitat è rappresentato da foreste e zone boscose più o meno aperte.

## Tassonomia

### Sottospecie
Non sono state descritte sottospecie.

### Sinonimi
È stato riportato un solo sinonimo:
- Epistor boisduvali Oberthür, 1904 - Bull. Soc. ent. Fr.. 1904: 77 (Sinonimo omotipico, basionimo)